# Bodtjärnen (Föllinge socken, Jämtland)
Bodtjärnen är en sjö i Krokoms kommun i Jämtland och ingår i Indalsälvens huvudavrinningsområde.